# Chernobyl (miniserie)
Chernobyl er en historisk drama-mini-tv-serie fra 2019, der omhandler Tjernobyl-katastrofen i 1986 og det massive oprydningsarbejde, der efterfulgte. Serien er skabt og skrevet af Craig Mazin og instrueret af Johan Renck. Medvirkende er bl.a. Jared Harris, Stellan Skarsgård, Emily Watson og Paul Ritter. Serien blev produceret af HBO i USA og Sky UK i Storbritannien.
Serien i fem dele havde premiere samtidigt i USA den 6. maj 2019 og i Storbritannien den 7. maj. Den modtog stor hyldest af kritikere, som roste præstationer, film, historiske nøjagtigheder, atmosfære, instruktion, manuskript, musikalsk partitur og tone. Ved den 71. Primetime Emmy Awards modtog serien 19 nomineringer og vandt for Outstanding Limited Series, Outstanding Directing og Outstanding Writing, mens Harris, Skarsgård og Watson modtog nomineringer i skuespillerkategorierne. Ved den 77. Golden Globe Awards vandt serien for bedste miniserie eller tv-film, og Skarsgård vandt for bedste mandlige birolle i en serie, miniserie eller tv-film.  
Til trods for at der forud for produktionen af serien blev lavet intensiv og grundig research for at opnå stor historisk nøjagtighed, blev der dog foretaget kreative friheder grundet dramatiske formål. Hver udgivet episode blev efterfulgt af en podcast, hvor Mazin og NPR-værten Peter Sagal diskuterede disse ændringer og ræsonnementet bag dem.  Mens kritikere, eksperter og vidner har bemærket historiske og faktuelle uoverensstemmelser i miniserien, er skabernes opmærksomhed på detaljer blevet rost bredt. 

## Medvirkende
- Jared Harris som Valery Legasov, vicedirektøren for Kurchatov-instituttet, hentet ind for at hjælpe med oprydningsarbejdet.
- Stellan Skarsgård som Boris Shcherbina, næstformand i Ministerrådet.
- Emily Watson som Ulana Khomyuk, en atomfysiker fra Minsk. Khomyuk er en fiktiv sammensat karakter, som blev skabt for at repræsentere de mange videnskabsmænd, der undersøgte ulykken. [6]
- Paul Ritter som Anatoly Dyatlov, vicechefingeniøren ved Tjernobyl-atomkraftværket.
- Jessie Buckley som Lyudmilla Ignatenko, hustru til Vasily Ignatenko.
- Adam Nagaitis som Vasily Ignatenko, en Pripyat -brandmand og første responder på Tjernobyl-branden.
- Con O'Neill som Viktor Bryukhanov, Tjernobyls manager.
- Adrian Rawlins som Nikolai Fomin, chefingeniøren i Tjernobyl.
- Sam Troughton som Aleksandr Akimov, nattevagtlederen i Tjernobyl.
- Robert Emms som Leonid Toptunov, senioringeniør i Tjernobyl.
- David Dencik som Mikhail Gorbatjov, generalsekretæren for Sovjetunionens kommunistiske parti.
- Mark Lewis Jones som Vladimir Pikalov, chefen for de sovjetiske kemiske styrker.
- Alan Williams som Charkov, KGB 's første næstformand. [7]
- Alex Ferns som Andrei Glukhov, chef for minebesætningen.
- Ralph Ineson som Nikolai Tarakanov, den øverste tilsynsførende for oprydningsoperationen.
- Barry Keoghan som Pavel Gremov, en civil likvidator.[8]
- Fares Fares som Bacho, en georgisk soldat og en sovjetisk-afghansk krigsveteran, der træner Pavel.
- Michael McElhatton som Andrei Stepashin, anklageren for retssagen mod Dyatlov, Bryukhanov og Fomin.